# Aynia pseudascaricida
Aynia es un género monotípico de plantas fanerógamas perteneciente a la familia de las asteráceas. Su única especie, Aynia pseudascaricida, es originaria de Sudamérica.

## Distribución
Es una planta herbácea o arbustiva que se encuentra en Perú en Ayacucho entre Huanta y el Río Apurimac, a una altitud de  750 - 1000 metros, en los bosques abiertos. 

## Taxonomía
Aynia pseudascaricida fue descrita por Harold E. Robinson y publicado en Proceedings of the Biological Society of Washington 101(4): 959. 1988.